# Jacques Tourneur
Jacques Tourneur (12 decembrie 1904 - 19 decembrie 1977) a fost un regizor de film francezo-american. A regizat filme precum Cat People, I walked with a Zombie, The Leopard Man și Night of the Demon.

## Filmografie

### Ca regizor
Filme de scurt metraj
- 1931 – Tout ça ne vaut pas l'amour (franceză)
- 1936 – The Jonker Diamond
- 1936 – Harnessed Rhythm
- 1936 – Master Will Shakespear
- 1936 – Killer Dog
- 1937 – The Grand Bounce
- 1937 – The Boss Didn't Say Good Morning
- 1937 – The King Without a Crown
- 1937 – The Rainbow Pass
- 1937 – Romance of Radium
- 1937 – The Man in the Barn
- 1937 – What Do You Think?
- 1938 – What Do You Think? (Number Three)
- 1938 – The Ship That Died
- 1938 – The Face Behind the Mask
- 1938 – What Do You Think?: Tupapaoo
- 1938 – Strange Glory
- 1938 – Think It Over
- 1939 – Yankee Doodle Goes to Town
- 1942 – The Incredible Stranger
- 1942 – The Magic Alphabet
- 1944 – Reward Unlimited

Filme artistice
- 1933 – Toto (francez)
- 1933 – Pour être aimé (franceză)
- 1934 – Les Filles de la concierge (franceză)
- 1938 – They All Come Out
- 1939 – Nick Carter, Master Detective
- 1940 – Phantom Raiders
- 1941 – Doctors Don't Tell
- 1942 – Cat People
- 1943 – I Walked with a Zombie
- 1943 – The Leopard Man
- 1944 – Days of Glory
- 1944 – Experiment Perilous
- 1946 – Canyon Passage
- 1947 – Din trecut (Out of the Past)
- 1948 – Berlin Express
- 1949 – Easy Living
- 1950 – Stars In My Crown
- 1950 – The Flame and the Arrow
- 1951 – Circle of Danger
- 1951 – Anne of the Indies
- 1952 – Way of a Gaucho
- 1953 – Appointment in Honduras
- 1955 – Stranger on Horseback
- 1955 – Wichita
- 1956 – Great Day in the Morning
- 1957 – Nightfall
- 1957 – Night of the Demon
- 1958 – The Fearmakers
- 1959 – Timbuktu
- 1959 – Frontier Rangers
- 1959 – Giant of Marathon
- 1964 – The Comedy of Terrors
- 1965 – War-Gods of the Deep